# Bianka Zalewska
Bianka Zalewska (ur. 1979 w Białej Podlaskiej) – polska dziennikarka pracująca dla ukraińskiej telewizji Espreso TV (Еспресо TV), „telewizji wspierającej kijowski Majdan”, tłumaczka Telewizji Republika, komentatorka TVN24, TVN24 Biznes i Świat oraz TVN.

## Życiorys
Córka Jerzego Zalewskiego. Jest absolwentką Wydziału Prawa i Administracji Uniwersytetu Adama Mickiewicza w Poznaniu.
W lipcu 2014 znalazła się w strefie walk między prorosyjskimi separatystami a siłami rządowymi na wschodzie Ukrainy (w okolicach Starobielska, w obwodzie ługańskim), gdzie została ciężko ranna. Samochód ekipy, w którym się znajdowała, wracał ze zdjęć. Został ostrzelany, jak twierdzi ukraińska armia, przez separatystów i się przewrócił.

## Odznaczenia i wyróżnienia
1 grudnia 2014 została odznaczona Orderem Księżnej Olgi III klasy przez prezydenta Ukrainy, Petra Poroszenkę, a w listopadzie 2022 prezydent Wołodymyr Zełenski podniósł rangę tego odznaczenia do II klasy. W marcu 2023 została uhonorowana Międzynarodową Nagrodą dla Kobiet Niezwykłej Odwagi, którą odebrała w Białym Domu w Waszyngtonie z rąk pierwszej damy USA Jill Biden oraz Sekretarza Stanu Antony'ego J. Blinkena.